# Сун'ятон
Сун'ятон, Суніат (лат. Suniatus) — карфагенський державний діяч IV ст. до н. е., лідер «олігархічної» партії, що в цей час панувала в адірі.
Юстин називає його «найвпливовішим з карфагенян».
Занепокоєний посиленням позицій Ганнона I Великого, звинуватив його в прагненні до одноосібної влади, але без успіху. У 368 р. до н. е. народ домігся обрання Ганнона головнокомандувачем і початку нової війни з Сіракузами під його проводом.
Сун'ятон натомість був обраний суфетом і мав стежити, аби військовий керманич чітко виконував надані йому урядові інструкції. Сун'ятон звинувачував Ганнона у неквапливості і лінощах, а той скаржився, що суфет обмежує свободу його дій і цим допомагає ворогу.
Після перемоги над греками командувач повернувся до Карфагена і звинуватив Сун'ятона у державній зраді, який нібито із заздрощів до талантів і популярності Ганнона цілком добровільно відкрив військові таємниці ворогу і надсилав сіракузькому тирану Діонісію повідомлення про плани пересування військ та ведення кампанії.
На підтвердження звинувачень Ганнон продемонстрував на засіданні адіри листи Сун'ятона до Діонісія. Сун'ятон намагався захищатися і навіть стверджував, що листи підробні і написані самим Ганноном або за його дорученням. Але на користь версії звинувачення вочевидь зіграли епітети, якими автори листів «нагороджував» карфагенського головнокомандувача — мовляв, сам він навряд чи би погодився назвати себе лінивцем чи нездарою і вже точно пом'якшив би образи на свою адресу.
Члени Ради співчували швидше Сун'ятону, але не хотіли бути запідозреними в співучасті в змові і співпраці з ворогом — тому проголосували за арешт та страту суфета.